# Arealva

Vị trí của Aramina trong bản đồ bang São Paulo

Arealva là một đô thị ở bang São Paulo, Brasil. Arealva có dân số (năm 2007) là 7504 người, diện tích là 506,465 km², mật độ dân số 14,8 người/km². Đô thị này nằm ở độ cao 445 m, cách thủ phủ bang São Paulo 388 km. Arealva nằm ở khu vực khí hậu cận nhiệt đới. Theo điều tra năm 2000, Arealva có:
- Tổng dân số 7244 người, trong đó, dân số thành thị: 5245, nông thôn: 1999 người.
- Nam giới: 6814, nữ giới: 6699 người.
- Mật độ dân số 14,3 người/km².
- Tuổi thọ bình quân: 73,21 năm.
- Tỷ lệ trẻ dưới 1 tuổi tử vong (trên 1 triệu): 12,35
- Tỷ lệ biết đọc biết viết: 90,45% dân số.
- Chỉ số phát triển con người: 0,790
- Tỷ lệ sinh (trẻ/bà mẹ): 2,41

Đô thị này giáp các đô thị: Itaju, Bariri, Pederneiras, Bauru, Boraceia, Iacanga và Reginópolis